# Empire Service
A Empire Service egy vasúti járat az USA-ban. Az Amtrak üzemelteti 1981 október 2 óta. A márkanév a New York Central Railroadtól származik 1967-ből. A vonalon közlekedő vonatok napi rendszerességgel közlekednek a 460 mérföldes (740 km) Empire-folyosón New York City és Niagara Falls között az állam fővárosán, Albany-n keresztül.
A 2018-as pénzügyi évben az Empire Service 1 150 498 utast szállított a vonalon New York City és Albany között, míg az Albany és nyugati pontok között közlekedő járatok, köztük a Maple Leaf és a Lake Shore Limited további 366 696 utast szállítottak. 2016-os pénzügyi évben a jegybevétel a New York City-Albany szakaszon 49 361 545 dollár volt, ami 1,4%-os növekedés a 2015-ös pénzügyi évhez képest, míg az Albany-Toronto útvonalon a bevétel 22 143 803 dollár volt.